# 諾里 (科羅拉多州)
諾里（英語：Norrie）是位於美國科羅拉多州皮特金縣的一個人口普查指定地區。

## 地理
諾里的座標為39°19′29″N 106°39′20″W / 39.32472°N 106.65556°W，而該地最高點為海拔高度2579米（即8461英尺）。

## 人口
根據2010年美國人口普查的數據，諾里的面積為0.49平方千米，當中陸地面積為0.49平方千米，而水域面積為0.00平方千米。當地共有人口7人，而人口密度為每平方千米14人。